# Lavignac
Lavignac (tiếng Occitan: Lavinhac) là một xã của tỉnh Haute-Vienne, thuộc vùng Nouvelle-Aquitaine, miền trung nước Pháp.